# Hallo – Sie haben Ihre Frau vergessen
Hallo – Sie haben Ihre Frau vergessen ist eine deutsche Filmkomödie aus dem Jahre 1948 des Drehbuchautors Kurt E. Walter mit Willy Fritsch, Heli Finkenzeller, Rolf Weih und Hannelore Schroth in den Hauptrollen.

## Handlung
Wohnungsnot im Westdeutschland der frühen Nachkriegszeit. Frauenarzt Dr. Hans Ollendorf ist seit zehn Jahren verheiratet, aber dennoch weiblichen Avancen nicht abgeneigt. Zum Missvergnügen seiner Gattin Ruth besucht er gern Nachtlokale, wo er auch andere Frauen kennen lernt und sich vergnügt. Nun kommt auch noch eine weitere Frau in sein Haus! Es ist Vera Schmitt, die mit ihrem Gatten, dem wohnungslosen Rechtsanwalt Dr. Peter Schmitt, vom staatlichen Wohnungsamt bei den Ollendorfs einquartiert wird.
Prompt beginnt der Mediziner sofort mit der jungen Rechtsanwaltsgattin zu flirten, während ihr Mann vor lauter Arbeit, die er sich aufhalst, nicht bemerkt, dass ihm seine eigene Ehefrau abhandenzukommen droht. Barbara, die Besitzerin von Ollendorfs bevorzugtem Nachtlokal, weiß Hilfe: sie stiftet die beiden unzufriedenen Ehefrauen zu einer kleinen Revolte gegen ihre Ehemänner an und macht dadurch den Männern klar, was sie eigentlich an ihren jeweiligen Ehepartnerinnen haben. Der Moral jener Zeit entsprechend kehren dann auch die beiden Doktores zu ihren jeweiligen Frauen zurück und geloben Besserung.

## Produktionsnotizen
Hallo – Sie haben Ihre Frau vergessen entstand 1948 im Filmatelier Göttingen, in Göttingen und Umgebung. Die Uraufführung erfolgte am 7. Januar 1949 in Hannover, die Berliner Premiere war am 24. Mai desselben Jahres.
Alfred Bittins und Felix Kleinau übernahmen die Produktionsleitung. Hans Luigi schuf die Filmbauten. Der aufgrund seiner Tätigkeit als filmmusikalischer Kompositionspropagandist des Dritten Reichs schlecht beleumundete Norbert Schultze verwandte hier wie bei anderen Produktionen der frühen Nachkriegszeit das Pseudonym Peter Kornfeld.
Für Jessie Vihrog war dies die letzte Filmrolle.

## Kritik
Im Lexikon des Internationalen Films heißt es: „Langweiliges Lustspiel aus dem deutschen Nachkriegskino.“